# Orland Park
Orland Park is een plaats (village) in de Amerikaanse staat Illinois, en valt bestuurlijk gezien onder Cook County en Will County.

## Demografie
Bij de volkstelling in 2000 werd het aantal inwoners vastgesteld op 51.077. In 2006 is het aantal inwoners door het United States Census Bureau geschat op 55.520, een stijging van 4443 (8,7%).

## Geografie
Volgens het United States Census Bureau beslaat de plaats een oppervlakte van 50,4 km², waarvan 49,6 km² land en 0,8 km² water.

## Plaatsen in de nabije omgeving
De onderstaande figuur toont nabijgelegen plaatsen in een straal van 8 km rond Orland Park.